# مدرسة طب كلية إمبيريال
مدرسة طب كلية إمبيريال (بالإنجليزية: Imperial College School of Medicine)‏ هي إحدى المدارس لتعليم الطب في المملكة المتحدة. مركز هذه المدرسة الطبية هو كلية إمبيريال لندن. تم تأسيس هذه المدرسة رسمياً في 1997. تأسست بالدمج بين مستشفى سانت ماري، مؤسسة الرئة والقلب الوطنية، مدرسة الطب بعد-التخرج الملكية، ومدرسة طب تشارينج كروس وويستمنستر.